# 恐怖の四季
『恐怖の四季』（きょうふのしき、Different Seasons）は、1982年より出版されたスティーヴン・キングによるアメリカ合衆国の中編集。四季それぞれの季節をテーマにした4つの中編小説からなる。原題は本来「それぞれの季節」「さまざまな季節」を意味し、邦題とは反してホラー小説ではない。
バイキング・プレス社より1982年8月27日に初出版。日本では、新潮社の新潮文庫より日本語訳が出版。各巻2編の全2巻構成で、山田順子翻訳による第1巻『スタンド・バイ・ミー－恐怖の四季 秋冬編－』が1987年3月27日に、浅倉久志翻訳による第2巻『ゴールデンボーイ－恐怖の四季 春夏編－』が1988年3月30日に刊行された。

## 概要
本書に収められている作品は、それ以前のキングの作品と比べてホラー要素が薄いものばかりである。本書の原題はホラーではないことを意識して名付けられており、本来ならば「それぞれの季節」などと翻訳されるべきである。デビュー以後、キングは常に「通俗的なホラー小説家」としてのレッテルを貼られてきた。このことは商業的にも重要な意味を持っており、本書の出版に関しても各方面で葛藤があったことを匂わせている。日本語版のタイトルが『恐怖の四季』であるのも、日本国内におけるキングのイメージを重視した結果であると推察されるが、確証はない。

## 収録作品
- 刑務所のリタ・ヘイワース　―春は希望の泉
Rita Hayworth and Shawshank Redemption （Hope  Springs Eternal）　訳:浅倉久志
- ゴールデンボーイ　―転落の夏
Apt Pupil （Summer of Corruption）　訳:浅倉久志
- スタンド・バイ・ミー　―秋の目覚め 
The Body （Fall From Innocence）　訳:山田順子
- マンハッタンの奇譚クラブ　―冬の物語 
The Breathing Method （A Winter's Tale）　訳:山田順子

## 備考
- 収録作品のうち、『マンハッタンの奇譚クラブ』を除く全てが映画化されている。特に『スタンド・バイ・ミー』（映画『スタンド・バイ・ミー』の原作）と、『刑務所のリタ・ヘイワース』（映画『ショーシャンクの空に』の原作）は日本でも非常に高い評価を得ている。
- 収録作品の執筆時期は分散しているが、どれも長編を書き上げた後の余力で認められたものである。特に『ゴールデンボーイ』は『シャイニング』の脱稿後2週間で完成させている。また、収録作品は全て異なる家で執筆されたというエピソードを持つ。
- キングは後に『骸骨乗組員』の後書きにおいて『ゴールデンボーイ』は自らの持病である「文学的象皮病」の典型的な症例であったと語っている。

## 作品間の繋がり
| 作品                         | 作品                         | 繋がり |
| ---------------------------- | ---------------------------- | --- |
| 『ゴールデンボーイ』         | 『刑務所のリタ・ヘイワース』 | 『刑務所のリタ・ヘイワース』の主人公であるアンディ・デュフレーンは、銀行家時代に『ゴールデンボーイ』に登場するクルト・ドゥサンダーの投資コンサルティングを務めていた。 |
| 『マンハッタンの奇譚クラブ』 | 『握手しない男』             | 『マンハッタンの奇譚クラブ』に登場する奇妙なクラブは、短編小説『握手しない男』（骸骨乗組員収録）にも登場する。 |
| 『スタンド・バイ・ミー』     | 『ニードフル・シングス』     | 『スタンド・バイ・ミー』の舞台はキング読者にはおなじみのメイン州キャッスルロックである。舞台を同じくする『ニードフル・シングス』では、老いたエース・メリルが当時のゴードン・ラチャンスらを回想する描写がある。また、作中においてゴードンが披露する物語は若き日のキングの習作である。 |
| 『スタンド・バイ・ミー』     | 『刑務所のリタ・ヘイワース』 | 『スタンド・バイ・ミー』でクリスを刺殺した犯人はショーシャンク刑務所から出所してきたばかりだった。 |

## 日本語版出版情報
- 恐怖の四季 - 秋冬編　スタンド・バイ・ミー（新潮文庫）
出版所：新潮社
出版日：1987年3月25日
ISBN 4-10-219305-7
- 恐怖の四季 - 春夏編　ゴールデンボーイ（新潮文庫）
出版所：新潮社
出版日：1988年3月25日
ISBN 4-10-219312-X